# Cañada Juncosa
Cañada Juncosa è un comune spagnolo di 272 abitanti situato nella comunità autonoma di Castiglia-La Mancia.